# Horcajo de Montemayor (kommunhuvudort)
Horcajo de Montemayor är en kommunhuvudort i Spanien.   Den ligger i provinsen Provincia de Salamanca och regionen Kastilien och Leon, i den centrala delen av landet, 190 km väster om huvudstaden Madrid. Horcajo de Montemayor ligger 737 meter över havet och antalet invånare är 196.
Terrängen runt Horcajo de Montemayor är kuperad åt sydväst, men åt nordost är den platt. Runt Horcajo de Montemayor är det ganska glesbefolkat, med 30 invånare per kvadratkilometer. Närmaste större samhälle är Béjar, 11,8 km öster om Horcajo de Montemayor. Omgivningarna runt Horcajo de Montemayor är huvudsakligen savann.